# مت ترنر
مت ترنر (انگلیسی: Matt Turner؛ زادهٔ ۲۴ ژوئن ۱۹۹۴) بازیکن فوتبال اهل آمریکا است که برای باشگاه ناتینگهام فارست بازی می‌کند.
وی همچنین در تیم ملی فوتبال ایالات متحده آمریکا بازی کرده‌است.